# Фредеріксон (Вашингтон)
Фредеріксон (англ. Frederickson) — переписна місцевість (CDP) в США, в окрузі Пірс штату Вашингтон. Населення — 24 906 осіб (2020).

## Географія
Фредеріксон розташований за координатами 47°5′31″ пн. ш. 122°21′34″ зх. д. / 47.09194° пн. ш. 122.35944° зх. д. (47.091847, -122.359391).  За даними Бюро перепису населення США в 2010 році переписна місцевість мала площу 29,97 км², з яких 29,92 км² — суходіл та 0,05 км² — водойми.

## Демографія
Згідно з переписом 2010 року, у переписній місцевості мешкало 18 719 осіб у 6237 домогосподарствах у складі 4935 родин. Густота населення становила 625 осіб/км².  Було 6604 помешкання (220/км²).
Расовий склад населення:
| - 72,8 % — білих - 7,3 % — чорних або афроамериканців - 5,6 % — азіатів - 2,2 % — вихідців з тихоокеанських островів - 1,1 % — корінних американців - 2,9 % — осіб інших рас |

До двох чи більше рас належало 8,1 %. Частка іспаномовних становила 8,9 % від усіх жителів.
За віковим діапазоном населення розподілялося таким чином: 29,3 % — особи молодші 18 років, 63,8 % — особи у віці 18—64 років, 6,9 % — особи у віці 65 років та старші. Медіана віку мешканця становила 32,0 року. На 100 осіб жіночої статі у переписній місцевості припадало 99,8 чоловіків;  на 100 жінок у віці від 18 років та старших — 97,3 чоловіків також старших 18 років.
Середній дохід на одне домашнє господарство  становив 75 260 доларів США (медіана — 69 032), а середній дохід на одну сім'ю — 80 012 долари (медіана — 73 198). Медіана доходів становила 51 199 доларів для чоловіків та 39 240 доларів для жінок. За межею бідності перебувало 10,5 % осіб, у тому числі 16,4 % дітей у віці до 18 років та 9,8 % осіб у віці 65 років та старших.
Цивільне працевлаштоване населення становило 8877 осіб. Основні галузі зайнятості: освіта, охорона здоров'я та соціальна допомога — 21,8 %, роздрібна торгівля — 16,2 %, науковці, спеціалісти, менеджери — 9,6 %, виробництво — 9,4 %.